# Hybocamenta saegeri
Hybocamenta saegeri är en skalbaggsart som beskrevs av Louis Burgeon 1945. Hybocamenta saegeri ingår i släktet Hybocamenta och familjen Melolonthidae. Inga underarter finns listade i Catalogue of Life.